# Kafue (Fluss)
Der Kafue ist ein linker Nebenfluss des Sambesi. Er ist einer der größten Flüsse Sambias. Sein Einzugsgebiet umfasst etwa 20 % des Landes.

## Verlauf

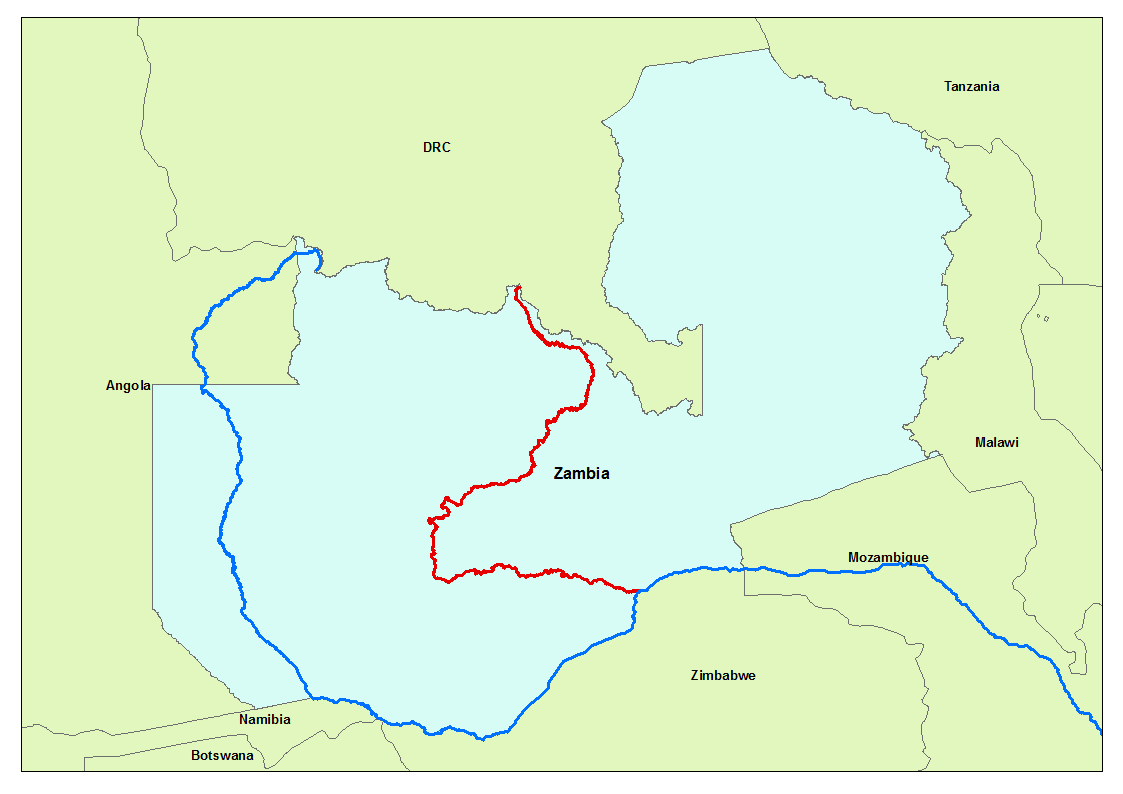
Der Kafue in rot

Der Kafue entspringt unmittelbar an der Grenze zur DR Kongo, etwa 15 km nördlich von Kipushi in 1.370 Meter Höhe über dem Meeresspiegel. Er durchfließt Sambia von Norden nach Süden, durchquert dabei den Kafue-Nationalpark, dann die fruchtbaren Kafueauen mit dem Blaue-Lagune-Nationalpark und Lochinvar-Nationalpark, dann durch die lange Kafueschlucht mit ihrem hohen Gefälle und mündet in den Sambesi.

## Staudämme
Im Kafue-Nationalpark wird der Kafue durch den Itezhitezhi-Damm gestaut, der 80 MW elektrische Leistung liefert und durch sein großes Staubecken für einen gleichmäßigen Durchfluss über das Jahr sorgt. Südlich Lusakas wird der Fluss in der Kafueschlucht durch die Kafue-Talsperre aufgestaut. Die Turbinen hier erzeugen 900 MW (1972), von denen 431 MW exportiert werden. Sambia ist durch diese Talsperre in der Lage, fast seinen gesamten Energiebedarf zu decken. Derzeit befindet sich der Kafue-Talsperre nachgelagerte Untere-Kafue-Talsperre im Bau, die die noch vorhandenen 200 m Höhenunterschied zur Stromerzeugung nutzen soll. Geplant sind 750 MW. Die Anlage soll 2019 in Betrieb gehen.

## Hydrologie
Die Abflussmenge des Einzugsgebietes des Flusses wurde an der Mündung in m³/s gemessen. Dabei hat sich das Abflussverhalten durch den Bau der Staudämme geändert.
Durchschnittlicher Abfluss des Kafue, reguliert und unreguliert in m³/s

## Ökologie

### Lukangasümpfe
Die Lukangasümpfe sind ein fast kreisrundes Gebiet von 2600 Quadratkilometern. Die Größe entspricht in etwa der der Kafue-Auen. Sie werden neben dem Kafue von dem namensgebenden Fluss Lukanga gespeist. Die Sümpfe sind ein kaum erforschtes Wildgebiet. Sie sind sehr schwer zugänglich, was eine vollständige Bestandsaufnahme der Tier- und Pflanzenwelt bisher verhindert hat. Sie haben je nach Jahreszeit eine Wasseroberfläche zwischen 3000 und 8000 km², die maximal 80 Kilometer lang und 65 Kilometer breit ist. 

### Kafue-Auen

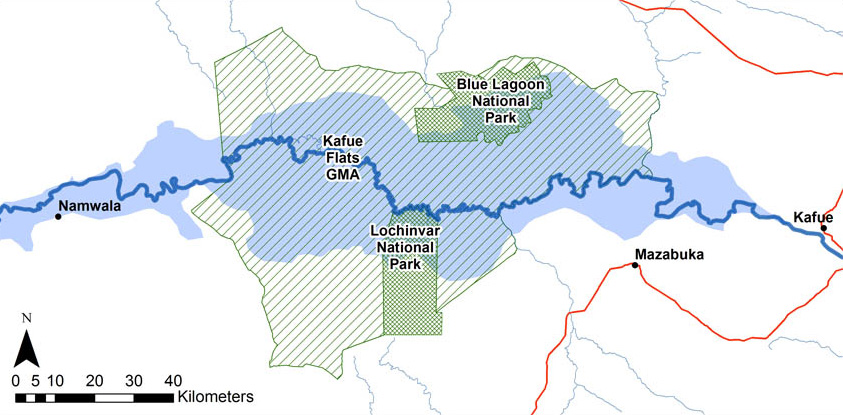
Geschützte Gebiete in den Kafue-Auen

Oberhalb des Kafue-Dammes wird am Rand der Kafue-Auen, die vor dem Dammbau in der Regenzeit zu einem 5.000 km² großen See wurden, großflächig Bewässerungswirtschaft betrieben. Hier liegen die wirtschaftlich bedeutendsten und agrarisch ertragreichsten Flächen Sambias. 700.000 Menschen leben in den weiten Kafue-Auen (15° 46′ S, 27° 50′ O) von Viehhaltung und Fischerei, der Landwirtschaft am Rand der Auen wie Namwala, oder in Gebieten wie um Mazabuka, wo riesige Flächen größflächig bewässert werden, oder der Zuckerindustrie in der Stadt.

### Gewässerpflege
Ein Projekt hat 1999 den Bestand an Wasserhyazinthen (Eichhornia crassipes) erheblich reduziert, eine um 1890 von Briten aus Lateinamerika eingeführte Wasserpflanze, die sich im Sambesi und allen seinen Nebenflüssen stark ausgebreitete und fast undurchdringliche Teppiche bildet. Diese Pflanze wird von keinem Tier gefressen und überlebt sehr lange Trockenzeiten. Sie verstopft Turbinen und verlangsamt den Wasserlauf.

### Umweltverschmutzung
Der Kafue durchfließt das Bergbaugebiet des Copperbelts, aus dem er verschiedene Metallrückstände mitschwemmt. Das Wasser des Flusses gilt auch als mit Kunstdüngerrückständen stark belastet. Mazabuka mit 130.000 Einwohnern und Kafue-Stadt mit 160.000 Einwohnern lassen ihre Abwässer, auch industrielle, ungeklärt in Becken versickern. Februar 2006 wurde eine Cholera-Epidemie auf den Kafue-Inseln gemeldet.

## Flussgeschichte

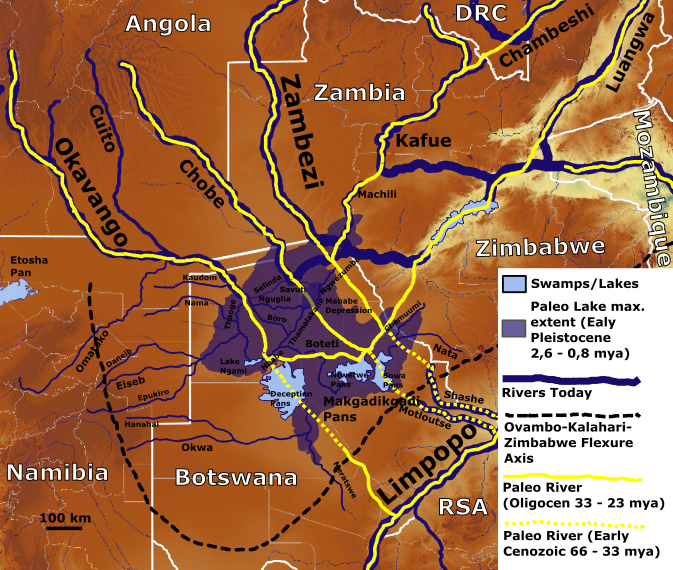
Die vermutete maximale Ausdehnung des Paleo-Makgadikgadisees im frühen Pleistozän und der Verlauf der Flüsse im frühen bis mittleren Känozoikum.

Der heutige Verlauf des Kafue wurde erdgeschichtlich erst sehr spät der Abflussweg des Flusses. Fast während des gesamten Känozoikums war der Chambeshi, der heute zum Kongo-Einzugsgebiet gehört, ein Nebenfluss des Kafue und mündete über den heutigen Kafubu. Ebenso entwickelte sich erst sehr spät der Abfluss über die Kafue-Auen und die Kafue-Gorge. Bis dahin mündete der Kafue über den heutigen Machili in den Makgadikgadisee beziehungsweise zu einem späteren erdgeschichtlichen Zeitpunkt in den Sambesi.